# Digital vattenstämpling

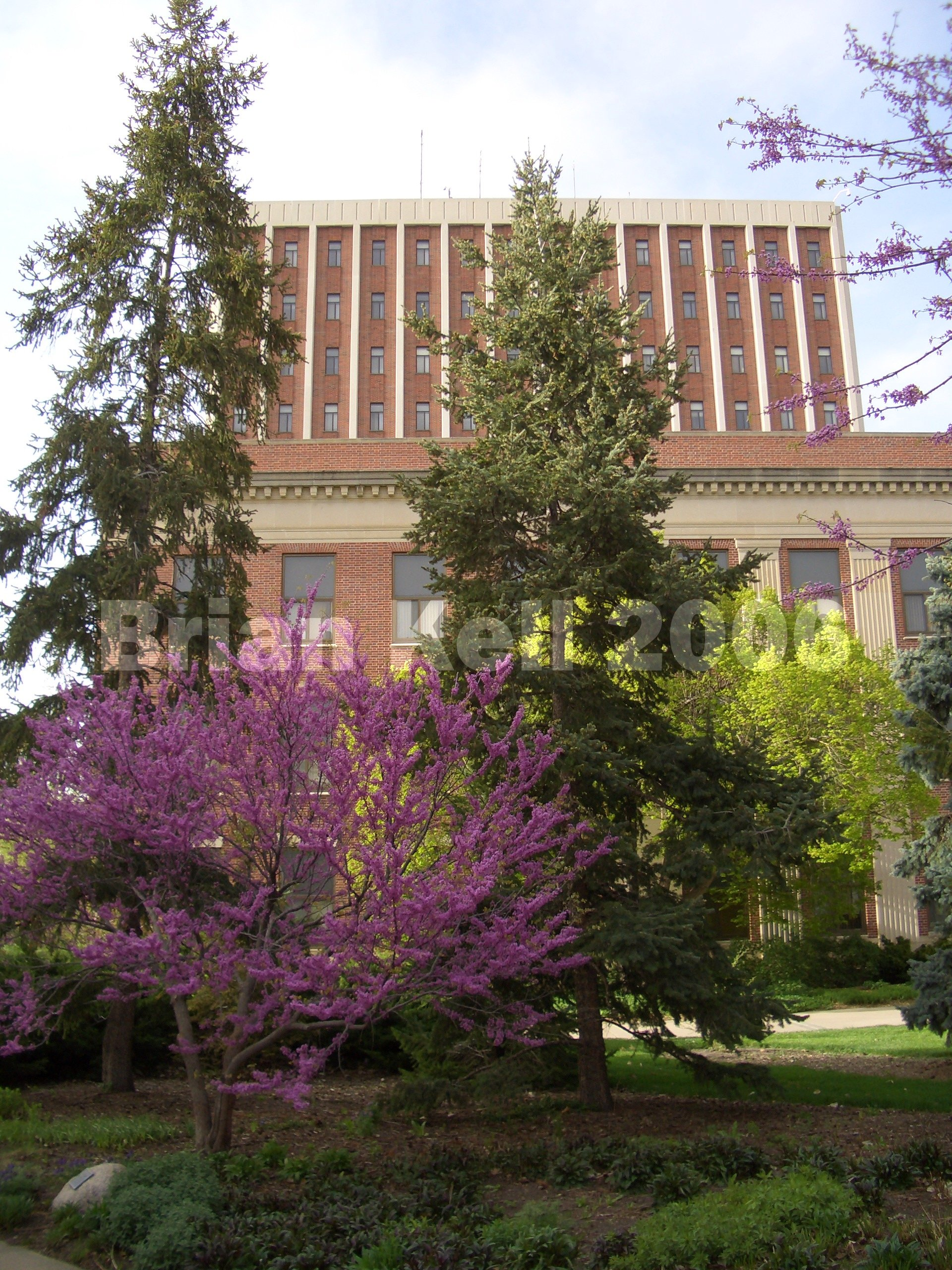
En bild med en synlig digital vattenstämpling. Texten "2006" kan ses över mitten av bilden.

Digital vattenstämpling eller digital vattenmärkning är processen av en möjlig oåterkallelig inbäddning av information till en digital signal. Signalen kan till exempel vara ljud, bilder eller videoklipp. Om signalen kopieras, kopieras även informationen i kopian.
Synlig vattenstämpling är när informationen är synlig i en bild eller ett videoklipp. Vanligtvis består då informationen av text eller en logotyp vilket identifierar vem som äger mediet. Bilden till höger är ett exempel på synlig vattenstämpling. När en TV-kanal lägger till sin logotyp i ett hörn av den förmedlade videon så är även det en synlig vattenstämpling.
Osynlig vattenstämpling är när information läggs in som digital data på ljud, bilder eller videoklipp, men kan inte uppfattas på samma sätt som synlig vattenstämpling kan. Osynlig vattenstämpling används ofta för att kopieringsskydda system. Steganografi är ett tillägg av digital vattenstämpling, där två parter kommunicerar genom dolda meddelanden inbäddade i den digitala signalen. Kommentering i av digitala fotografier med en beskrivande information är en annan form av osynlig vattenstämpling. Då vissa filformat för digitalt media kan innehålla ytterligare information vid namn metadata, skiljer sig digital vattenstämpling från detta då datan finns i själva signalen.
Användningen av ordet vattenstämpling kommer från den mycket äldre benämningen för att placera en synlig vattenstämpel på ett papper.